# Der Sassenroth am Nachmittag

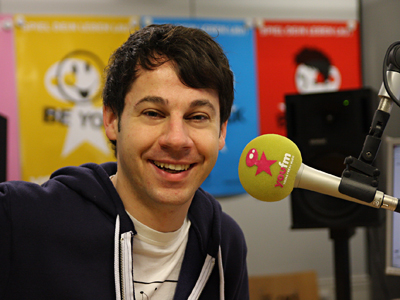
Moderator der Sendung: Der Sassenroth (2010)

Der Sassenroth am Nachmittag war eine Sendung des Radiosenders You FM, die montags bis freitags von 14 bis 18 Uhr ausgestrahlt wurde. Moderator der Sendung war Johannes Sassenroth („der Sassenroth“).

## Hintergrund
Die Sendung wurde erstmals am 3. August 2009 ausgestrahlt. Der musikalische Fokus lag in den Bereichen Rock, Pop und Black Music. Inhaltlich wurden aktuelle Themen aus den Bereichen Musik und Gesellschaft speziell für junge Leute angeboten. Einmal pro Stunde wurden die Nachrichten, das so genannte You FM News Update, gesendet. Zusätzlich gab es Rubriken aus dem Bereich Comedy.

## Rubriken
Es gab in der Sendung drei Comedyrubriken:
- In der Rubrik Frachgenagt ging der Sassenroth auf die Straße, um Passanten Fragen zu stellen. Die lustigsten Antworten wurden dabei zu einer Collage zusammengeschnitten.
- Die Rubrik Bookshock bestand aus einem Anruf vom Sassenroth in einem Buchladen, bei dem er den Buchhändler dazu brachte, skurrile Buchtitel vorzulesen, ohne dass dieser es merkt.
- In der Rubrik Rapzeption rief Sassenroth an der Rezeption eines Hotels an und diktierte den Hotelmitarbeitern unter einem Vorwand Songtexte. Ihre Aussage wurde dann mit der Musik gemischt, sodass eine „Hotelversion“ des Songs entstand.

## Aktionen
Es wurden immer wieder skurrile Aktionen außerhalb der YOU-FM-Studios durchgeführt. So kickte der Sassenroth schon gegen den schlechtesten Fußballverein Hessens, den FSV Angenrod. Außerdem machte der Sassenroth selbst beim „no pants ride“ mit und fuhr „unten ohne“ (nur in Unterhose bekleidet) U-Bahn.
Auch spezielle Aktionen im Studio machten die Show bekannt. Beispielsweise teste der Sassenroth skurrile Lebensmittel aus aller Welt und aß live im Studio Pferde-Sashimi und Hammelhoden.